# Podpreska
Podpreska este o localitate din comuna Loški potok, Slovenia, cu o populație de 109 locuitori.